# Polda (seriál)
Polda je český televizní seriál, vysílaný na TV Prima od 23. října 2016. Seriál líčí příběhy poručíka Michala Břízy, který se po dvaceti letech v kómatu vrací zpátky do služby. Za tu dobu se změnil nejen svět kolem něj, ale i jeho rodinná situace. V letech 2016 až 2024 bylo realizováno 6 řad seriálu.

## O seriálu
Komisař Michal Bříza (David Matásek) byl v roce 1996 při zásahu proti ruskojazyčné mafii postřelen do hlavy. Následkem zranění upadl do kómatu, z něhož se probudil po dvaceti letech v roce 2016, do doby dotykových telefonů, Facebooku, navigací, testů DNA a také všudypřítomných zákazů kouření.
Michal, jehož žena už má nového partnera, se vrací do života i do práce jako superpolda z minulého století. Jako parťáka dostane absolventa policejní akademie, pětadvacetiletého zelenáče Andreje (Igor Orozovič). Michalova vizáž i chování drsňáka naráží na uhlazenost a postupy mladého kolegy a spory mezi touto nesourodou dvojicí, která v každém díle řeší vždy jeden případ, jsou zdrojem různých humorných situací. Ženský prvek vnáší do děje atraktivní policejní psycholožka Táňa Hošková (Jana Kolesárová), která má Michala sledovat po lékařské stránce.
Některé hlavní postavy:
- por. Michal Bříza, DiS., narozený v roce 1969, je kriminalista, který v roce 1996 upadl následkem zranění do kómatu. Jezdí ve starém autě značky Volha, konkrétně v typu GAZ-21 Volga (česky Volha), kterému se přezdívalo  "Carevna". Před zraněním měl rodinu: manželku Elišku a roční dceru Míšu. Po dvaceti letech se v roce 2016 probudí z kómatu do změněného světa. Jeho bývalý parťák mjr. Martin Fišer je povýšen na šéfa oddělení kriminálky, jeho bývalá manželka má nového přítele, policejního technika a patologa doktora Roberta Mráze. Michal dostane nového parťáka por. Andreje Křížka. Michal se zamiluje do psycholožky Táni Hoškové,
- por. Andrej Křížek, DiS., narozený v roce 1988, je mladý kriminalista po škole, který si potrpí na pravidla a nošení obleků. Zamiluje se do parťákovy dcery Míši. Je to opak Michala,
- mjr. Mgr. Martin Fišer, narozený v roce 1959 (Ondřej Pavelka), je bývalý parťák Michala, v současné době Michalův, Andrejův a Vojtěchův šéf. Je přísný, ale spravedlivý. Když Michal upadl do kómatu, Fišer dostal nového parťáka Honzu Brejchu. Po pěti letech nastoupil jako nový šéf oddělení kriminálky Praha. Rozešel se s manželkou Alenou Fišerovou a později se zamiloval do barmanky Vandy Novákové (Jitka Sedláčková),

- por. JUDr. Vojtěch Urban, narozený v roce 1988 (Vladimír Polívka), je druhý nový parťák Michala. Připomíná Břízu za mlada, má i podobný styl. Jejich ega se tak budou často dostávat do střetu. Projevuje zájem o psycholožku Táňu.

## Znělka
Pro úvodní znělku seriálu bylo použito intro skladby The Kids Aren't Alright americké rockové skupiny The Offspring. V titulcích seriálu je autorství znělky přisouzeno kreativní agentuře Department.

## Obsazení a postavy
Hlavní postavy
| Představitel       | Postava                                | Povolání a info                                                                              | Série           | Série           | Série           | Série           | Série           | Série           | Epizody      |
| Představitel       | Postava                                | Povolání a info                                                                              | 1               | 2               | 3               | 4               | 5               | 6               | Epizody      |
| ------------------ | -------------------------------------- | -------------------------------------------------------------------------------------------- | --------------- | --------------- | --------------- | --------------- | --------------- | --------------- | ------------ |
| David Matásek      | por. Michal Bříza                      | kriminalista typu 20. století, byl v dlouhém kómatu, jezdí v Carevně                         | hlavní          | hlavní          | hlavní          | hlavní          | hlavní          | hlavní          | 1–64         |
| Igor Orozovič      | por. Bc. Andrej Křížek                 | kriminalista, 1. Břízův nový parťák, v 6. řadě šéf kriminálky a nadřízený                    | hlavní          | hlavní          | hlavní          | vedlejší        | vedlejší        | hlavní          | 1–64         |
| Vladimír Polívka   | por. JUDr. Vojtěch Urban               | mladý kriminalista, 2. Břízův nový parťák                                                    | Does not appear | Does not appear | Does not appear | hlavní          | hlavní          | hlavní          | 25–64        |
| Ondřej Pavelka     | mjr. Mgr. Martin Fišer                 | šéf kriminálky, nadřízený (1. až 4. řada), bývalý parťák Břízy (z doby před dvaceti lety)    | hlavní          | hlavní          | hlavní          | hlavní          | vedlejší        | vedlejší        | 1–64         |
| Jana Kolesárová    | kpt. PhDr. Mgr. Taťjana (Táňa) Hošková | policejní psycholožka, v 5. řadě nová šéfka kriminálky a nadřízená, od 6. řady zástupce šéfa | hlavní          | hlavní          | hlavní          | hlavní          | hlavní          | hlavní          | 1–64         |
| Jiří Vyorálek      | MUDr. Robert Mráz                      | soudní lékař, zajišťuje informace, forenzní technik                                          | hlavní          | hlavní          | hlavní          | hlavní          | hlavní          | hlavní          | 1–64         |
| Barbora Bezáková   | MUDr. Tereza Slámová                   | forenzní analytička a asistentka Mráze                                                       | Does not appear | Does not appear | Does not appear | Does not appear | Does not appear | hlavní          | 58-64        |
| Lenka Vlasáková    | Eliška Břízová                         | exmanželka Břízy a expřítelkyně Mráze, vrátila se z USA                                      | hlavní          | vedlejší        | Does not appear | vedlejší        | Does not appear | Does not appear | 1–5, 8–9, 39 |
| Elizaveta Maximová | Michaela Břízová                       | dcera Břízových a nevlastní dcera Mráze, přítelkyně Křížka                                   | vedlejší        | hlavní          | hlavní          | vedlejší        | vedlejší        | vedlejší        | 2-64         |
| Jitka Sedláčková   | Vanda Nováková-Fišerová                | barmanka                                                                                     | vedlejší        | vedlejší        | vedlejší        | vedlejší        | vedlejší        | vedlejší        | 1–64         |

Vedlejší postavy epizodní
| Představitel       | Postava              | Povolání a info                                                                        | Série           | Série           | Série           | Série           | Série           | Série           | Epizody          |
| Představitel       | Postava              | Povolání a info                                                                        | 1               | 2               | 3               | 4               | 5               | 6               | Epizody          |
| ------------------ | -------------------- | -------------------------------------------------------------------------------------- | --------------- | --------------- | --------------- | --------------- | --------------- | --------------- | ---------------- |
| Simona Prasková    | Alena Fišerová       | manželka a později exmanželka šéfa Fišera                                              | vedlejší        | Does not appear | Does not appear | Does not appear | Does not appear | Does not appear | 7                |
| Eva Jeníčková      | Kamila Křížková      | matka parťáka Křížka                                                                   | Does not appear | vedlejší        | vedlejší        | Does not appear | Does not appear | Does not appear | 11, 23           |
| Petra Vojtková     | Bc. Dana Rubenská    | učitelka mateřské školy a přítelkyně Andreje                                           | Does not appear | vedlejší        | Does not appear | Does not appear | Does not appear | Does not appear | 14–15            |
| Ondřej Kavan       | MUDr. Ondřej Půvabný | kamarád Mgr. Hoškové a doktor                                                          | Does not appear | vedlejší        | vedlejší        | Does not appear | Does not appear | Does not appear | 16–23            |
| Petr Franěk        | Bc. Daniel Suchý     | kdysi postřelil por. Michala Břízu, který kvůli tomu upadl do kómatu, sociální kurátor | Does not appear | Does not appear | vedlejší        | vedlejší        | Does not appear | Does not appear | 24–25, 35, 39-40 |
| Radim Fiala        | Vladimír Fryč        | mafián-gauner, který najal Suchého, aby zabil Břízu                                    | Does not appear | Does not appear | Does not appear | vedlejší        | Does not appear | Does not appear | 29–32, 39–40     |
| Taťjana Medvecká   | Eva Urbanová         | maminka por. Vojtěcha Urbana                                                           | Does not appear | Does not appear | Does not appear | vedlejší        | Does not appear | Does not appear | 34               |
| Miroslav Etzler    | Ing. Roman Kopecký   | mafián a podnikatel                                                                    | Does not appear | Does not appear | Does not appear | vedlejší        | Does not appear | Does not appear | 34–40            |
| bude oznámeno      | Philiph Smith        | podnikatel z USA, budoucí manžel Elišky Břízové                                        | Does not appear | Does not appear | Does not appear | vedlejší        | Does not appear | Does not appear | 39–40            |
| Denisa Nesvačilová | Mgr. Kristýna Kůsová | učitelka a přítelkyně por. Vojty Urbana                                                | Does not appear | Does not appear | Does not appear | Does not appear | vedlejší        | Does not appear | 44               |

1. řada (2016)
- Veronika Bajerová jako Sýkorová (1)
- Jan Chudý jako Radek Fejk (1)
- Jan Szymik jako Jiří Bláha (1)
- Zdeněk Vencl jako Rosťa 'Bejk' Fejk (1)
- Nikol Votavová jako zdravotní sestra (1)
- Petra Bučkova jako Magda Červenková (2)
- Petr Gelnar jako Jan Majer (2)
- Robert Janč jako osobní trenér Libor (2)
- Eduard Jenický jako Jiří Šimák (2)
- Petr Kocourek jako Luděk Rajter (2)
- Tomáš Kořének jako Petr Šachta (2)
- Mário Kubec jako Marek Brázda (2)
- Adéla Petřeková jako Ivana Štípková (2)
- Karel Heřmánek mladší jako Jan Viessmann (3)
- Sarah Haváčová jako zdravotní sestřička Monika (3)
- Ondřej Hyneš jako Dany (3)
- Petr Motloch jako MUDr. Suk (3)
- Lubor Šplíchal jako Tomáš Šikl (3)
- Renata Visnerová jako Šiklová (3)
- Otmar Brancuzský jako Vilímek (4)
- Petr Jeništa jako Arbes (4)
- Jan Kalous jako Leoš Nerad (4)
- Michaela Klenková jako Vilímková (4)
- Antonín Mašek jako Tom Vilímek (4)
- Marian Roden jako Oldřich Bauer (4)
- Zdeněk Rohlíček jako Černý (4)
- Vlastina Kounická Svátková jako Linda Bauerová (4)
- Jan Kanyza jako Bradáček (5)
- Nikol Kouklová jako Sylvie Hašková (5)
- Lukáš Mělník jako Adam Knop (5)
- Alice Bendová jako Dominika Čermáková (6)
- Jarek Hylebrant jako MUDr. Jiří Lacina (6)
- Eva Janoušková jako Gábina Mašková (6)
- Ladislav Kolář jako Antonín Trojan (6)
- Anita Krausová jako Martina Klímová (6)
- Johana Matoušková jako Julie Bendová (6)
- Petr Reif jako Vojta Klíma (6)
- Klára Cibulková jako Kristýna Kováčová (7)
- Jacob Erftemeijer jako David Bouček (7)
- Jiří Roskot jako zloděj počítačů (7)
- Martin Siničák jako pan 'Madmax' (7)
- Petr Štěpán jako Roman Kováč (7)
- Václav Legner jako kněz (8)
- Eva Leinweberová jako Erika Rašková (8)
- Erika Stárková jako Simona Pávková (8)
- Sara Venclovská jako Marie Kašparová (8)
- Luboš Veselý jako Václav Borovský (8)
- Tereza Volánková jako Irena Šemberová (8)
- Josef Vrána jako Ludva Raška (8)

2. řada (2017)
- Aleš Balda jako Martin Volner (1)
- Nataša Gáčová jako Hana Janda (1)
- Dana Marková jako Vránová (1)
- Rostislav Novák starší jako Karel Vaněk (1)
- Jan Spanbauer jako Jan Vrána (1)
- Michal Šášinka jako Jakub Volner (1)
- Petr Batěk jako Karel Lukeš (2)
- Daniela Choděrová jako Renata Veselá (2)
- Martin Havelka jako Formánek (2)
- Věra Hlaváčková jako Alena Formánková (2)
- Jana Jaitnerová jako Iva Tučková (2)
- Petr Pěknic jako Boris Kučera (2)
- Anna Schmidtmajerová jako Mirka Černíková (2)
- Jiří Suchý jako Marek Zajíček (2)
- Jiří Bábek jako Rudolf Sklenář (3)
- Janek Gregor jako Tomáš Berka (3)
- Ladislav Karda jako Marek Kadlec (3)
- Helena Korejtková jako Eva Sklenářová (3)
- Sára Märcová jako Diana Kadlecová (3)
- Vilém Udatný jako Petr Jošek (3)
- Vladislava Bambásková jako Valerie Bělecká (4)
- Ondřej Bistron jako Tomáš Škoda (4)
- Vasil Fridrich jako Hynek Slánský (4)
- Zita Morávková jako Eva Škodová (4)
- Irena Máchová jako Tereza Roučková (4)
- Daniel Rous jako Dr. Škoda (4)
- Lucie Roznětínská jako Božena Slánská (4)
- Karel Krpata jako Kroupa (5)
- Martin Sitta jako Bohdan Romanov (5)
- Zora Poulová jako Kroupová (5)
- Michael Balcar jako Tomáš Rybář (5)
- Hana Kusnjerová jako Jaroslava Dušková (5)
- Jan Hurdálek jako Lukáš (5)
- Vladimír Mládek jako mladý boxer 1 (5)
- Marek Lukeš jako mladý boxer 2 (5)
- Danica Jurčová jako Beata Hošková (5)
- Dušan Sitek jako Mudra (5)
- Vladimír Hauser jako Jan Setl (6)
- Kamila Sedlářová jako Monika Setlová (6)
- Marek Simbeřsky jako František Starek (6)
- Miloslav Tichý jako Jiří Vácha (6)
- Jakub Uličník jako Kolář (6)
- Michaela Majerníková jako Iva Budošová (7)
- Anna Randářová jako Marie Stříbrná (7)
- Alena Štréblová jako Aisnerová (7)
- Adam Vacula jako Tomáš Aisner (7)
- Réka Derzsi jako Vilma Medková (8)
- Veronika Lapková jako Anna Medková (8)
- Hana Seidlová jako Karla Tomanová (8)
- Roman Štabrňák jako Šrámek (8)
- Adéla Stodolová jako Kleinová (8)
- Jan Vlas jako Vladimír Klein (8)

3. řada (2018)
 
- Marika Šoposká jako Bc. Kristýna Vágnerová (1)
- Petr Vršek jako Tomáš Frýdek (1)
- Petra Kačálková jako Frýdková (1)
- Jiří Laštovka jako Filip Hýka (1)
- Martin Jambor jako Vincent Hýka (1)
- Ivan Urbánek jako Petr Rabas (1)
- Anna Kulovaná jako Kateřina Mlčochová (1)
- Tereza Olivia (1)
- Tereza Krippnerová jako MUDr. Zapletalová (2)
- Jakub Slach jako František Rykl (2)
- Ivo Novák jako chemik Tomáš Vlček (2)
- Marek Pospíchal jako chemik Vilém Lacina (2)
- Karel Basák jako Darek Kastner (3)
- Jakub Koudela jako Tomáš Sulík (3)
- Aleš Bílík jako Daniel Veselý (3)
- Antonín Hardt jako Cyril Herrmann (3)
- Markéta Tannerová jako Kastnerová (3)
- Eduard Jenický jako Šimák – automechanik (3)
- Barbora Jánová jako MUDr. Valchářová – fyzioterapeutka (3)
- Claudia Vašeková jako Mgr. Karla Srbková (4)
- Irma Novichková jako Alina (4)
- David Punčochář jako Mgr. Švécar (4)
- Daniel Novák jako syn Srbek (4)
- Justin Svoboda jako Jurek (4)
- Barbora Čiháková jako slečna 1 (4)
- Natálie Halouzková jako slečna 2 (4)
- Adéla Gajdošová jako slečna 3(4)
- Nikol Heinzlová jako slečna 4 (4)
- Anika Menclová jako slečna 5 (4)
- Anna Jiřina Daňhelová jako slečna 6 (4)
- Eva Leimbergerová jako mjr. Mgr. Karla Holubová (5)
- Václav Vašák jako mjr. Mgr. Milan Šíma (5)
- Jiří N. Jelínek jako Ardif Manchuk (5)
- Lukáš Kofroň kolemjdoucí 1 (5)
- Matouš Rajmont jako Rudolf Hájek (5)
- Nikola Ďuricová jako kolemjdoucí 2 (5)
- Stephanie van der Strumpf jako modelka (5)
- Tereza Páclová jako Hendrychová (5)
- Milena Šajdková jako starší paní – sousedka (5)
- Jitka Schneiderová jako Patricie Šiková (6)
- Kristýna Janáčková jako Ema (6)
- Petr Buchta jako Robert Vaněk (6)
- Kateřina Steinerová jako kamarádka Emy 1 (6)
- Zuzana Juračková jako Karolína kamarádka Emy 3 (6)
- Miroslav Kováčik jako barman Daniel Matějka (6)
- Zuska Velichová jako kamarádka Emy 4 (6)
- Nicol Tisotová jako kamarádka Emy 5 (6)
- Karla Hospodárská jako kamarádka Emy 6 (6)
- Marie-Luisa Purkrábková jako kamarádka Emy 7 (6)
- Dagmar Křížová jako kamarádka Emy 8 (6)
- Ondřej Mataj jako Zika (6)
- Pavla Tomicová jako Kordová (7)
- Anna Kadeřávková jako studentka 1 (7)
- Eliška Zbranková jako studentka 2 (7)
- Dana Černá jako třídní profesorka Mgr. Hertlová (7)
- Daniel Krejčík jako Šimon Hertl (7)
- Štěpánka Fingerhutová jako Romana (7)
- Radek Žák jako ředitel školy a profesor Mgr. Absolon (7)
- Stanislav Homolka Karkoszka jako sborista (7)
- Sbor Prážata jako pěvecký sbor (7)
- Robert Cejnar jako Ruda (8)
- Magdaléna Bianka Ištoková jako vězeňkyně Jana Pachlová (8)
- Miroslav Večerka jako Jan Brožek (8)
- Radana Herrmannová jako Miriam Brožková (8)
- Barbora Mudrová jako Silvie Landová (8)

4. řada (2020)
- Lucie Matoušková jako (1)
- Leoš Juráček jako (1)
- Jan Šimůnek jako (1)
- Zdeněk Palusga jako Olda Houtner (1)
- Miroslav Hořínek jako (1)
- Evelyna Steimarová jako (2)
- Marek Holý jako Jiří Uryk (2)
- Adéla Jirotkova jako Evička Uryková (2)
- Hanuš Bor jako Pavel Gregor (2)
- Miloslav König jako Ivan Gregor (2)
- Lucie Španbauerová jako (2)
- Linda Svobodová jako (2)
- Igor Nácik jako (2)
- Martin Novák jako (2)
- Kateřina Pindejová jako Bergerová (2)
- Mikuláš Čížek jako Dominik Petrásek (2)
- Jiří Čapka jako Král st. (3)
- Adéla Svobodová jako asistentka Anna (3)
- Zdeněk Velen jako MUDr. Milan Šlechta (3)
- Klára Suchá jako Lenka Turnovská (3)
- Eliáš Vyskočil jako Lukáš Rouček (3)
- Izabela Kapiasová jako Irena Roučková (3)
- Eva Kodešová jako Zuzana Roučková (3)
- Petr Stach jako por. Miroslav Vrba (4)
- Michal Slaný jako por. Ivan Straka (4)
- Marie Poulová jako MUDr. Alex Falcinelli (4)
- Anna Marková jako (4)
- Simona Babčáková jako nosatá Fanča (4)
- Jan Slovák jako Chosé (4)
- Tomáš Blažek jako (4)
- Filix Šrámek jako Emil Kučera (4)
- Ludmila Lída Maličovská jako Elena Kučerová (4)
- Válcav Chalupa jako Karel Dvořák (5)
- Iva Janžurová jako Sousedka 1 (5)
- Jaroslava Pokorná jako Sousedka 2 (5)
- René Decastelo jako (5)
- Erik Demko jako Štefan (5)
- Petr Bláha jako Jiří Cihlář (5)
- Tereza Němcová-Petrášková jako Petra Roháčová (5)
- Viktor Dvořák jako Adam Roháč (5)
- Jan Vejrážka jako Jakub Hanák (5)
- Helena Kasalá jako (5)
- Aneta Krejčíková jako Vanesa Simicová (6)
- Ivan Franěk jako Dragan Simic (6)
- Natálie Dvořáková jako Julie Kovářová (6)
- Barbora Milotová jako Kovářová (6)
- Viktor Zavadil jako Honza Slavík (6)
- Tomáš Havlínek jako Kamil Dočekal (6)
- Romana Sittová jako Mariana Simicová (6)
- Dominika Mertová jako Anna Novotná (6)
- Kateřina Kozinová jako Laura / Dorka (7)
- Agáta Kryštůfková jako Jessica / Eva (7)
- Barbora Mottlová jako Uršula (7)
- Denny Ratajský jako Robert Hrubeš (7)
- Sofia Katela jako Věra Pencová (7)
- David Vaculík jako František Sivak (7)
- Jiří Zapletal jako MUDr. Štefan Beneš (7)
- Dominik Chvojka jako Karel Beneš (7)
- Dana Sedláková jako Benešová (7)
- Vojtěch Záveský jako Hynek Liška (7)
- Markéta Hrubešová jako plk. Tereza Kolářová (8)
- Vladimír Kratina jako por. Krob (8)
- Martin Cikán jako (8)
- Martina Šindelářová jako Zuzana Vacková (8)
- Adam Joura jako Lukáš Beran (8)
- Jiří Vejvoda jako (9)
- Jana Jiskrnová jako Fejfarova hospodyně (9)
- Martina Šťastná jako Klaudie Poláčková (9)
- Marcela Holubcová jako Lílly Del Rio (9)
- Karolína Zachová jako Nela Poláčková (9)
- Tereza Chytilová jako Patricie Bocková (9)
- Oldřich Veselý jako (9)
- Dušan Vitázek jako Pavel Poláček (9)
- Šárka Pokludová jako Miki (9)
- Jan Šrámek jako Matyáš Vodička (10)
- Daniel Svoboda jako Petr Weber (10)
- Barbora Hankeová jako Michaelina kolegyně Jana (10)
- Jaroslav Slánský jako mjr. Bartek (10)
- Debora Štolbová jako Vodičková (10)
- Andrea Hoffmannová jako Bydžovská (10)
- Lenka Volfová jako Kopeckého recepční Viky (10)
- Jan Mareš jako (10)
- Nhung Hong Dangová jako výčepní Mína (11)
- Mark Kristián Hochman jako Jiří Malík ml. (11)
- Rebeka Lízlerová jako Naďa Lesková (11)
- Pavlína Mourková jako Eva Lesková (11)
- Jiří Štrébl jako Jiří Malík (11)
- Josef Švejda jako výčepní Albert (11)
- Rostislav Trtík jako Antonín Bečvář (11)
- Jiří Vobecký jako (11)
- Filip Čapka jako Karel Hesl (12)
- Tereza Gübelová jako Karin Heslová (12)
- Adam Masura jako Marek (12)
- Miroslav Pánek jako František (12)
- Filip Rajmont jako Dan Schmitberger (12)
- Monika Zoubková jako knihovnice Marie Franková (12)
- Dagmar Zázvůrková jako Aneta Beková (12)
- Kateřina Jandáčková jako Denisa (13)
- Jan Krafka jako Dudek (13)
- Pavel Kříž jako Šejnoha (13)
- Ondřej Nosálek jako Tomáš Inger (13)
- Jaroslav Plesl jako státní návladní JUDr. Machek (13)

## Vysílání
| Řada | Díly | Premiéra       | Premiéra           |
| Řada | Díly | První díl      | Poslední díl       |
| ---- | ---- | -------------- | ------------------ |
| 1    | 8    | 23. října 2016 | 11. prosince 2016  |
| 2    | 8    | 7. října 2017  | 25. listopadu 2017 |
| 3    | 8    | 3. února 2018  | 24. března 2018    |
| 4    | 16   | 4. října 2020  | 1. května 2021     |
| 5    | 16   | 30. října 2021 | 21. května 2022    |
| 6    | 8    | 21. února 2024 | 10. dubna 2024     |

- Natáčení jednoho dílu je 8 dní a 2 dny příprava

## Sledovanost
| Řada | Timeslot                   | Premiéra       | Premiéra                       | Finále             | Finále                         | Průměrná sledovanost (v milionech; 15+) |
| Řada | Timeslot                   | Datum          | Sledovanost (v milionech; 15+) | Datum              | Sledovanost (v milionech; 15+) | Průměrná sledovanost (v milionech; 15+) |
| ---- | -------------------------- | -------------- | ------------------------------ | ------------------ | ------------------------------ | --------------------------------------- |
| 1    | neděle 20:15               | 23. října 2016 | 0,836                          | 11. prosince 2016  | 1,186                          | 0,841                                   |
| 2    | sobota 20:15               | 7. října 2017  | 0,750                          | 25. listopadu 2017 | 0,737                          | 0,769                                   |
| 3    | sobota 20:15               | 3. února 2018  | 0,973                          | 24. března 2018    | 0,920                          | 0,959                                   |
| 4    | neděle 20:15, sobota 20:15 | 4. října 2020  | 0,889                          | 1. května 2021     | 0,997                          | 1,015                                   |
| 5    | sobota 20:15               | 30. října 2021 | 0,755                          | 21. května 2022    | 0,698                          | 0,786                                   |
| 6    | středa 20:15               | 21. února 2024 | 1,103                          | 10. dubna 2024     | 1,018                          | 1,045                                   |